# Ferrosilite
La ferrosilite è un minerale e fa parte dei Pirosseni. La sua formula cristallochimica è Fe2Si2O6. 
È rarissima in natura, difficile da trovare.